# Мур, Арчи
Арчи Мур (англ. Archie Moore, полное имя Арчибальд Ли Райт; 13 декабря 1913, Миссисипи, США — 9 декабря 1998, Сан-Диего, Калифорния, США) — американский боксёр, чемпион мира в полутяжёлой весовой категории 1952—1960. Занимает третье место в рейтинге лучших боксеров всех времен и народов вне зависимости от весовой категории по версии BoxRec.

## Карьера
На профессиональном ринге Мур дебютировал 3 сентября 1935 года, в бою против Билли Симс.
Звание чемпиона в полутяжелом весе Мур завоевал будучи в возрасте 39 лет, в бою против Джоя Максима, победив соперника по решению судей. Это сделало Арчи самым возрастным обладателем данного трофея.
21 сентября 1955 года состоялся титульный бой в тяжелом весе между Муром и Рокки Марчиано. Бой заканчивается победой Рокки нокаутом, в девятом раунде. Вскоре после поражения Мур начинает стремительно набирать форму. Одна победа нокаутом следует за другой.
5 июня 1956 года он нокаутирует в десятом раунде Йоланда Помпейя, тем самым возвратив себе чемпионский титул.
Декабрь 1958 года. Противостояние Арчи Мура с канадским молодым полутяжем Ивоном Дюреллом записано золотыми строками в историю полутяжелого веса.
Первый поединок был вытянут на морально-волевых качествах. Арчи прошел через три тяжелых нокдауна с тем, чтобы в поздних раундах завладеть убедительным преимуществом и одержать впечатляющую победу над Дюреллом.
Повторный поединок доказал мощь жизненного опыта и силы духа со стороны Мура.
Позже Мур перебирается из полутяжелой категории в тяжёлую, оставляя свой чемпионский титул. В ней Арчи пытается оспорить чемпионство Флойда Паттерсона, но потерпев поражение решает вновь возвратиться в полутяжелый вес.
15 ноября 1962 состоялся бой Арчи Мура против Мохаммеда Али. Разница в возрасте была налицо, поэтому Муру было сложно противостоять будущей легенде мирового бокса. Али три раза посылал Мура в нокдаун, и рефери поединка решил остановить бой, присвоив техническую победу Мохаммеду.
Прощальный бой Арчи Мура состоялся 15 марта 1963 года. В этом бою Муру противостоял молодой Майк ДиБейс. Более опытный Арчи послал противника в нокаут в третьем раунде, тем самым завершив свою карьеру.
История знает имена свыше 100 боксёров, спортивная карьера которых превышает 20 лет. Арчи Мур, который отметил своё 50-летие в 1963 году, боксировал с 1936 года.
Великий полутяжеловес имел уважительное прозвище «Старый мангуст», за огромный опыт и почтенный, по боксёрским меркам, возраст. В 1961 году, в возрасте 47 с половиной лет он ещё защищал титул чемпиона в полутяжёлом весе, а в конце 1962 Мур занимал место в рейтинговой десятке лучших тяжеловесов мира.
Арчи Мур работал тренером у начинающего молодого боксера Мохаммеда Али, после разногласий ему пришлось покинуть лагерь Али. В скором времени они встретились на ринге, что в является беспрецедентным событием, бой бывшего тренера и ученика. После завершения боксёрской карьеры был тренером одного из величайших панчеров всех времён, чемпиона мира Джорджа Формана.

## Личная жизнь
Со своей первой женой Элизабет Тортон Мур имел двоих детей — Арчи Мур и Мэрри Мур.
Со второй женой Джоан Харди, Мур нажил шестерых детей — Билли Рэя, Реену Мари, Джоану Мари, Харди Ли, Д’Аннжелло Грига и Энтони Клевленда.

## Смерть
Арчи Мур скончался от сердечного приступа в 1998 году, не дожив четырёх дней до своего восьмидесятипятилетия. Кремирован и захоронен в мавзолее-крематории в Сан Диего.